# Hilde Konetzni
Vista da sepultura.
A Kammersänger Hilde Konetzni (Viena, 21 de março de 1905 - Viena, 20 de abril de 1980) foi uma soprano austríaca.
A sua irmã Anny Konetzni foi uma proeminente soprano dramática ainda que Hilde a avantajou em fama.
Estudou no Conservatório de Viena e estreia como Sieglinde da Valquíria de Wagner, papel com o que séria sócia toda a sua carreira. Em Viena, Praga e Paris estreia como Donna Elvira e em Covent Garden (1938-39) e Treato all Scala em 1950 sobre a direção de Wilhelm Furtwängler.
Em 1949 foi dirigida por Erich Kleiber no Teatro Colón de Buenos Aires como a tintureira em Die Frau ohne Schatten e Donna Elvira em Don Giovanni protagonizado por Hans Hotter. Destacou-se como Agathe, Isolde, Brünnhilde, Elisabeth, Marschalin, Leonora, Chrysothemis e outras. Foi sumamente popular em Viena onde cantou até 1964 inclusive participando na estreia vianesa da ópera Lulu de Alban Berg protagonizada por Evelyn Lear em 1962.
Despediu-se do palco como a nodriza Filipevna em Eugenio Onegin.